# Leninskij rajon (Oblast' autonoma ebraica)
Il Leninskij rajon (in russo Ленинский район?) è un rajon dell'Oblast' autonoma ebraica, in Russia. Istituito nel 1934, ha una superficie di 6.068 km² ed una popolazione di 21.941 abitanti nel 2009. Il capoluogo è Leninskoe.

## Centri abitati
- Leninskoe
- Babstovo
- Bašmak
- Bidžan
- Vencelevo
- Voskresenovka
- Gornoe
- Dežnëvo
- Kalinino
- Kvašnino
- Kirovo
- Kukelevo
- Lazarevo
- Leninsk
- Nižneleninskoe
- Novoe
- Novotroickoe
- Oktjabr'skoe
- Preobraženovka
- Stepnoe
- Ungun
- Celinnoe
- Čurki